# Openbaar vervoer te water

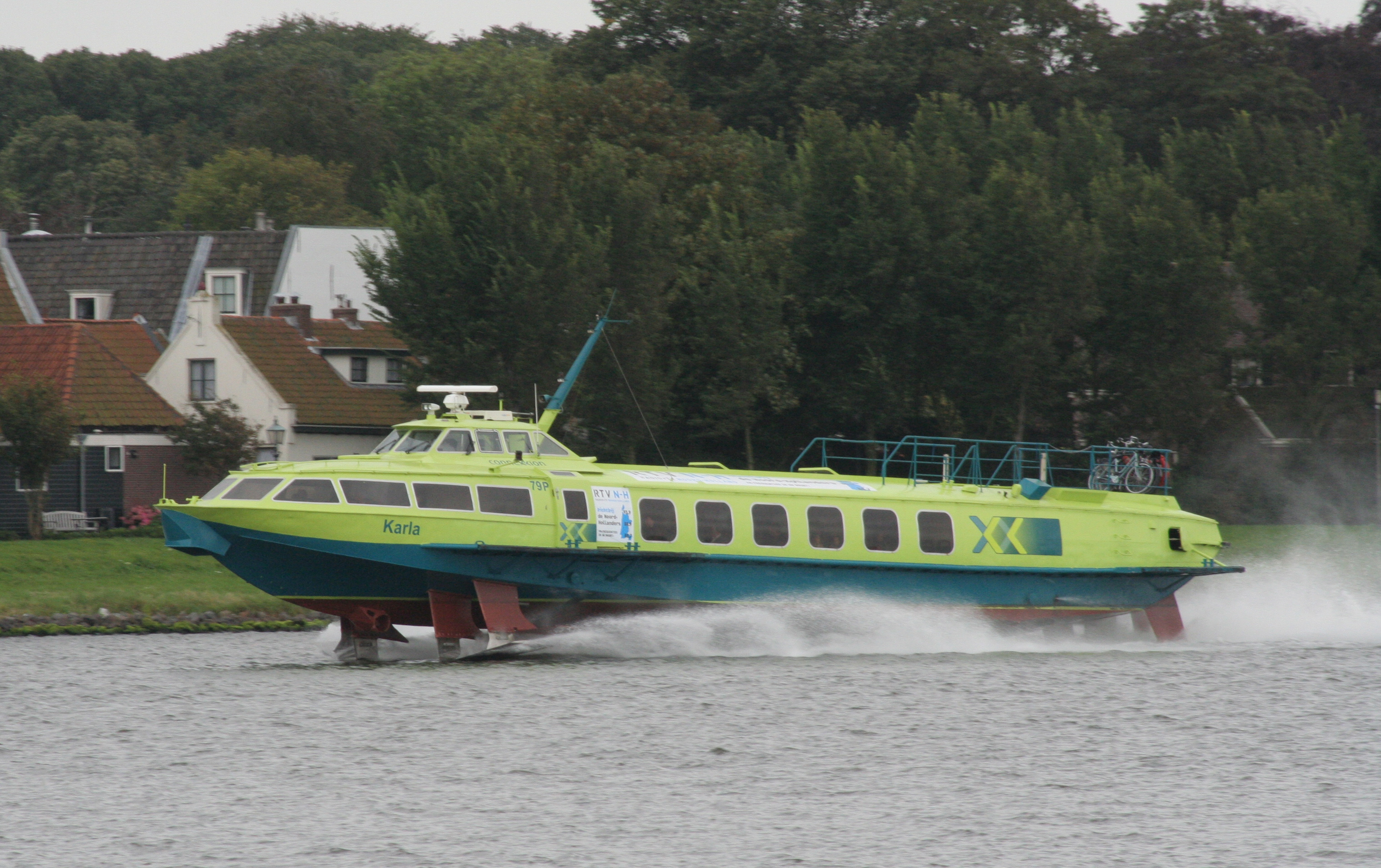
Fast Flying Ferry van Amsterdam naar Velsen (draagvleugelboot)

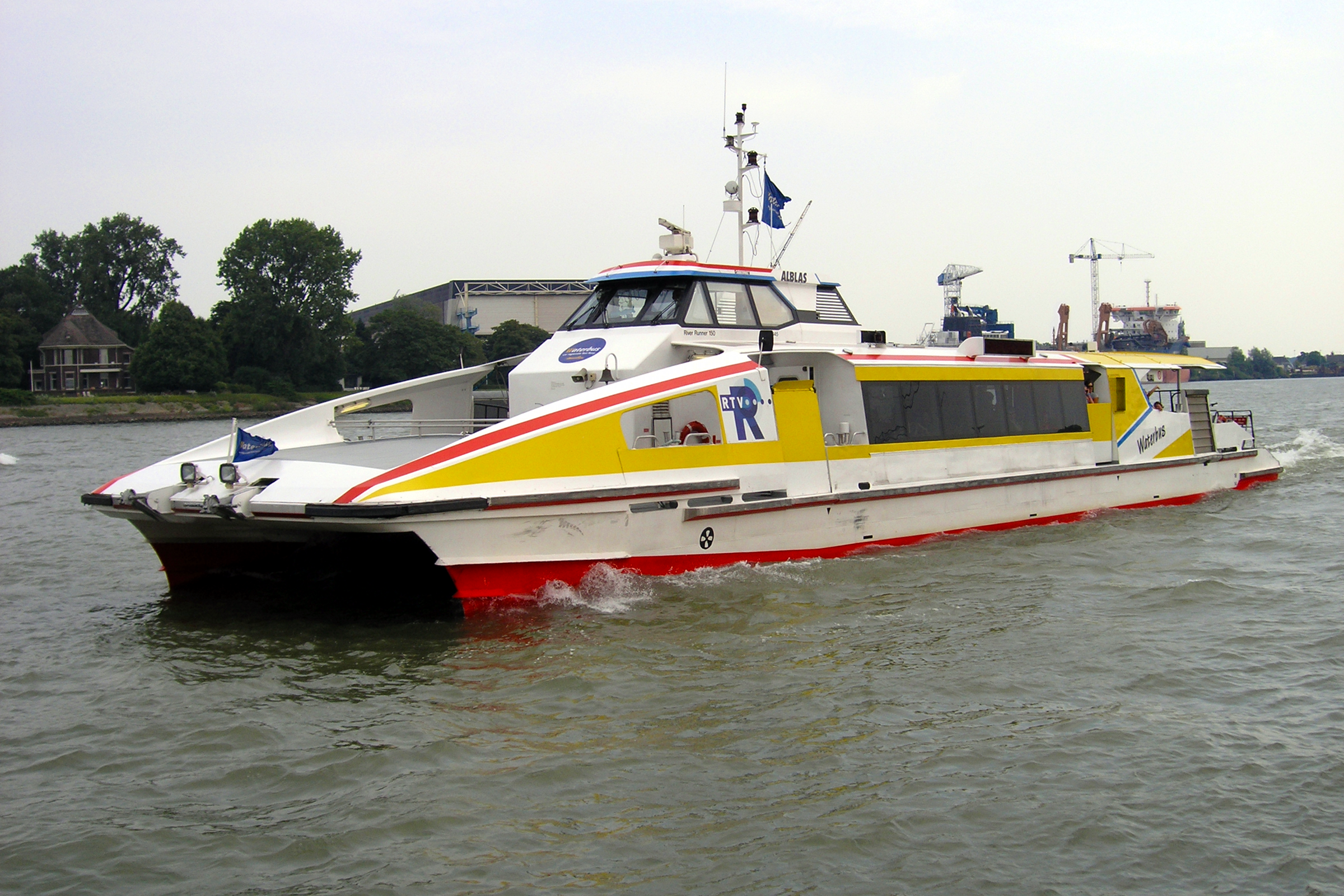
Waterbus van Dordrecht naar Rotterdam

Openbaar vervoer te water (OV te water) is eind jaren negentig van de 20e eeuw in Nederland opnieuw geïntroduceerd als vorm van openbaar vervoer. In tegenstelling tot overige veerdiensten, ontvangt OV te water een rijksbijdrage, net als het stads- en streekvervoer, op basis van opbrengstsuppletie. Een veerverbinding kan door de overheid aangemerkt worden als OV te water als het passagiersschip sneller kan varen dan 30 km/h. Veren op de Waddenzee en/of veren die voertuigen op meer dan twee wielen (zoals auto's) vervoeren mogen niet als 'OV te water' worden aangemerkt.
In België hebben de stad Antwerpen en het gemeentelijk havenbedrijf een drietal waterbusverbindingen opgezet voor het woon- en werkverkeer op de Schelde. Van de linker- naar de rechteroever met een stadslijn, voor verkeer van de haven naar het centrum met een havenlijn en voor verkeer vanuit het zuiden met een regiolijn. Voor de uitrol in 2016 is 30 miljoen euro uitgetrokken.

## Geschiedenis
Nederland kent een eeuwenlange traditie van openbaar passagiersvervoer te water. De trekschuit en de geregelde stoombootdiensten tussen de steden aan de grote rivieren zijn hier voorbeelden van.

## Nederland

### Randstad
In het kader van SWAB (Samen Werken Aan Bereikbaarheid) van het toenmalige ministerie van Verkeer en Waterstaat heeft het ministerie startsubsidie gegeven aan vijf OV te waterprojecten om files in de Randstad tegen te gaan.
De huidige OV te waterprojecten in het kader van SWAB zijn:
- Waterbus door Aquabus BV, o.a. Dordrecht – Rotterdam en Dordrecht-Sliedrecht.

Voormalige OV te waterprojecten in het kader van SWAB zijn:
- Aqualiner: Rotterdam – Heijplaat-RDM - (tot 2006 veerdienst tussen Almere-Huizen, sinds 2008 in Rotterdam actief).
- Fast Flying Ferry: Amsterdam – Velsen (draagvleugelboot; 1 januari 2014 opgeheven.)
- Flevo Ferries: Lelystad – Amsterdam; in 2000 failliet gegaan

Verder is vanaf het voorjaar 2023 Waterbus Delft actief geweest in Delft gedurende een jaar als aanvullend openbaar vervoer.

### Rotterdam
Rederij Aqualiner verzorgt een waterverbinding tussen Rotterdam Centrum en de RDM Campus op de Heijplaat. Deze verbinding is op 28 mei 2008 gestart en wordt mede gefinancierd door het Rotterdamse havenbedrijf. Er wordt van maandag tot en met vrijdag overdag 2x per uur gevaren, juni t/m september in het weekend 2x per uur, oktober t/m mei 1x per uur.
Vanuit Rotterdam vertrekt ook veerdienst Waterbus richting Dordrecht. Deze doet onder andere Kinderdijk, Dordrecht en Hollandse Biesbosch aan.
Vanaf 1 mei 2008 tot eind 2021 voer de RET Fast Ferry, een verbinding tussen Hoek van Holland en de Maasvlakte. Om naast de belangrijkste doelgroep, forenzen, ook recreatieve reizigers aan te trekken legde de verbinding ook bij de Maeslantkering en in de zomer bij de Landtong aan.

### Zeeland
Vanaf 16 maart 2003 tot 31 december 2014 werd de verbinding Vlissingen – Breskens van Veolia Transport Fast Ferries (voorheen BBA Fast Ferries) ook aangemerkt als OV te water. Sinds 2012 vaart in de Binnenhavens van Vlissingen ook een watertaxi tussen het Station en het Scheldekwartier en Centrum.

### Waddenveren
Om te voorkomen dat de waddenveren beconcurreerd gaan worden tijdens de lucratieve zomermaanden, die de diensten in de kalme wintermaanden financieren, wil het ministerie van Verkeer en Waterstaat ook de Waddenveren van TESO, Rederij Doeksen en Wagenborg Passagiersdiensten onder de concessiesystematiek laten vallen. Door de huidige regelgeving kunnen wel afspraken gemaakt worden over onder andere de dienstregeling, kwaliteitseisen, tarieven, infrastructuur, klanteninbreng en de mogelijkheid van medegebruik van de aanleginrichtingen, maar kan de vervoerder geen monopolierecht krijgen. Wanneer de contracten openbaar worden aanbesteed is dat wel mogelijk.
Rederij TESO is tegen het plan omdat zij bang is dat door de concessiesystematiek de kernwaarden veiligheid, continuïteit en kwaliteit naar de achtergrond zullen verdwijnen en dat de concessiesystematiek zal leiden tot concurrentie primair gericht op prijs. Verder geeft TESO aan dat zij, in tegenstelling tot de andere waddenrederijen, eigendom is van de inwoners van Texel en geen winstoogmerk heeft. Beide andere rederijen staan wel achter het plan.

## België

### Antwerpen
Op de Schelde vaart er sinds 1 augustus 2017 een waterbus tussen Hemiksem en Antwerpen met een halte in Kruibeke. De exploitatie werd door het Havenbedrijf van Antwerpen in concessie gegeven aan het Nederlandse bedrijf Aqualiner. De lijn werd op 1 juli 2019 verlengd naar Lillo met enkele halten in Zwijndrecht en Beveren.